# Ruta 45 (Uruguay)
La ruta N.º 45 es una carretera de Uruguay. Su trazado se extiende completamente por el departamento de San José.

## Características

#### Trazado
La carretera se extiende en sentido general sur-norte, en la zona este del departamento de San José, teniendo su extremo sur en el km 54.500 de la ruta 1, próximo a la ciudad de Libertad, y su extremo norte en la cuchilla de Carreta Quemada. En su recorrido atraviesa principalmente áreas rurales dedicadas a la producción agrícola lechera y agrícola ganadera. Las localidades de Villa Rodríguez y Carreta Quemada son los únicos centros poblados que esta carretera une.

#### Jurisdicción
Desde 1994, por resolución 50/994 del Poder Ejecutivo el tramo comprendido entre los kilómetros 85.500 y 121.460 (Villa Rodríguez al final) fue desafectado de la jurisdicción nacional, pasando su administración y mantenimiento desde la Dirección Nacional de Vialidad a la Intendencia departamental de San José.
De acuerdo a la normativa de codificación de caminería rural departamental, el trayecto bajo jurisdicción departamental se corresponden con el camino UYSJ0261.

#### Designación
Por Ley 16576 del Poder Legislativo, de 1994, el tramo de ruta nacional comprendido entre la ruta 1 y la localidad de Rodríguez fue designado con el nombre de Alejandro Zorrilla de San Martín

## Hoja de ruta
Puntos destacados según el kilometraje:
- km 054.250: Extremo sur: Empalme con ruta 1:
  - al sureste: a Libertad y Montevideo.
  - al noroeste: a Colonia del Sacramento.
- km 062.800: Empalme con camino de la Costa a San José.
- km 083.000: Empalme con ruta 11:
  - al este: a Santa Lucía y Canelones.
  - al oeste: a San José y ruta 3.
- km 084.400 al 85.500 Planta urbana de Rodríguez.
- km 108.300: arroyo Carreta Quemada.
- km 109.400: Empalme con Camino UYSJ0300
  - al sur: a ruta 3.
- km 109.500: acceso a centro poblado Carreta Quemada.